# Kirill Kondrasjin

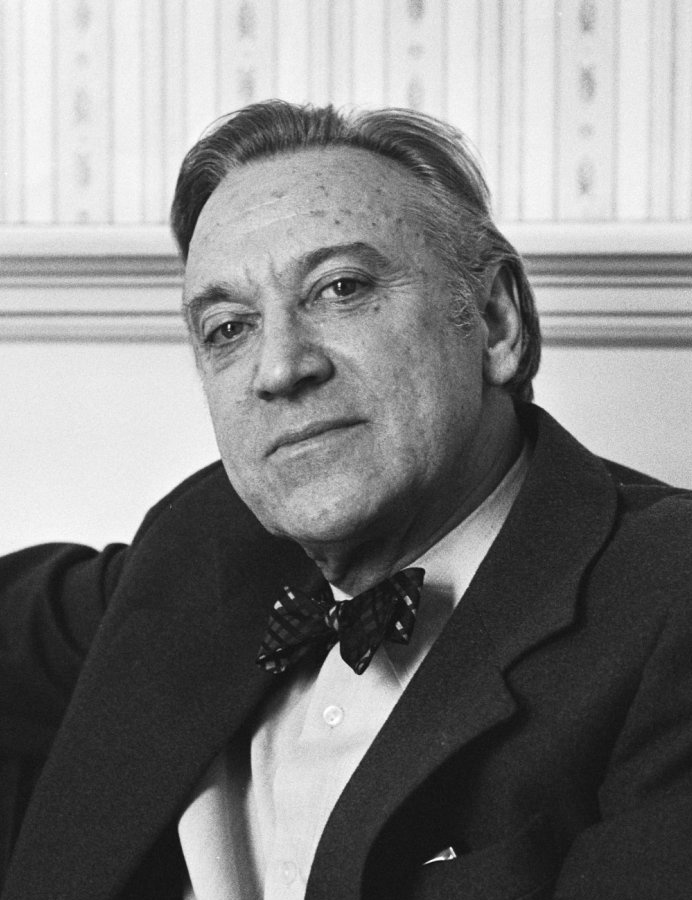
Kirill Kondrashin in 1979

Kirill Petrovitsj Kondrasjin (Russisch: Кирилл Петрович Кондрашин) (Moskou, 6 maart 1914 – Amsterdam, 7 maart 1981) was een Russische dirigent die van 1978 tot zijn dood in Nederland woonde en werkte.

## Biografie
Kondrasjin werd geboren uit een violistenechtpaar. Op zesjarige leeftijd kreeg hij pianoles, maar muziek begon hem pas echt te interesseren op zijn 14de, toen zijn belangstelling voor het symfonieorkest als ‘instrument’ was gewekt. Vanaf dat moment kreeg hij privéles van Nikolaj Zjiljajev, die een grote invloed op hem had.
In 1931 werd hij toegelaten tot het Conservatorium van Moskou en studeerde hij orkestdirectie bij Boris Chajkin. Nog voor zijn eindexamen was hij al benoemd als dirigent bij het Malyj Opera Theater van Leningrad. In 1943 werd hij benoemd tot dirigent van het Bolsjojtheater in Moskou en raakte hij bevriend met Dmitri Sjostakovitsj.
Tot ieders verbazing keerde hij in 1956 het Bolsjojtheater de rug toe, omdat hij het dirigeren van opera’s niet meer kon verenigen met zijn principes over wat muziek zou moeten zijn en hoe ze zou moeten worden uitgevoerd.
Op het eerste Internationaal Tsjaikovski-concours in Moskou in 1958 was hij de dirigent van de eerste prijswinnaar Van Cliburn, met wie hij diverse tournees maakte door de Verenigde Staten en Europa. Hiermee werd hij de eerste Russische dirigent die Amerika bezocht sinds de Koude Oorlog en de eerste Sovjetkunstenaar die persoonlijk door president Eisenhower op het Witte Huis werd ontvangen.
Van 1960 tot 1975 was hij chef-dirigent van het Filharmonisch Orkest van Moskou en leidde hij de première van de zeer controversiële 13de symfonie Babi Jar van Sjostakovitsj, waarin antisemitisme aan de kaak wordt gesteld. In Europa en Amerika trad hij op met befaamde Russische musici, onder wie Mstislav Rostropovitsj, David Oistrach en Svjatoslav Richter.

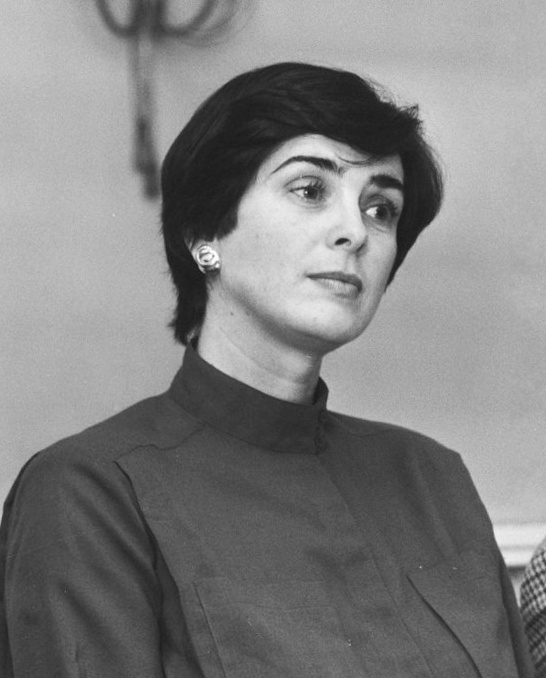
Nolda Broekstra in 1983

In 1978 vroeg hij tijdens een tournee in Nederland politiek asiel aan, waarop het Sovjetregime onmiddellijk al zijn platen, die verschenen waren op het staatslabel Melodiya, verbood. Hij werd benoemd tot vaste dirigent van het Concertgebouworkest in Amsterdam, naast Bernard Haitink. Kondrasjin kreeg een relatie met zijn assistente, musicologe Nolda Broekstra. Broekstra was 30 jaar jonger en sprak geen Russisch; Kondrasjin sprak geen Engels. Broekstra was later de redacteur van een boek van Kondrasjin over dirigeren. Kondrasjin zou per seizoen 1982-83 chef-dirigent worden van het symfonieorkest van de Beierse omroep in München als opvolger van Rafael Kubelík, maar hij stierf voor die tijd. 
Op 7 maart 1981 viel hij in het Concertgebouw in voor Klaus Tennstedt die op het laatste moment had afgezegd bij het NDR Sinfonieorchester. Kondrasjin weigerde eerst, omdat hij de dag ervoor vermoeid was teruggekeerd van een tournee door Amerika. Uiteindelijk besloot hij het deel na de pauze voor zijn rekening te nemen en dirigeerde hij na een repetitie van slechts 20 minuten de 1e Symfonie van Mahler. Hij overleed diezelfde avond thuis om 23.10 uur aan een hartinfarct en werd begraven op de begraafplaats Westerveld in Driehuis.
Kondrasjin stond bekend als een dirigent van de oude stempel en als streng en geduldig leermeester met een enorme kennis van het orkestspel. Hij had een heel persoonlijke stijl die tot uiting kwam in de klank van het orkest. Orkestmusici roemden hem om zijn eisen ten aanzien van pianissimo en diminuendo. Hij was ook een ‘dramatisch’ dirigent: hij paste het beeldend denken in de muziek toe en wist zijn concrete beelden en gedachten op de musici over te brengen.
Ter nagedachtenis werd in 1984 in Nederland het Kondrasjin Concours opgericht, dat behoorde tot ’s werelds zwaarste dirigentenconcoursen en in de laatste decennia van de twintigste eeuw eens in de vijf jaar werd gehouden.

## The Kondrashin Recordings
In de periode dat Kondrasjin tweede chef-dirigent was bij het Concertgebouworkest (1975-81), maakte Philips een serie met ruim dertig opnames in een beperkte oplage onder de naam The Kondrashin Recordings. Tot dit repertoire behoorden de Derde Symfonie van Ludwig van Beethoven, Ravels Daphnis et Chloé en de Negende Symfonie van Sjostakovitsj.
| Nr. | Componist     | Werk                                 | Opnamedatum      |
| --- | ------------- | ------------------------------------ | ---------------- |
| 9   | Beethoven     | Symfonie nr. 3 'Eroica', opus 55     | 11 maart 1979    |
| 10  | Brahms        | Symfonie nr. 1, opus 68              | 29 februari 1980 |
|     | Mendelssohn   | Symfonie nr. 4 'Italiaanse', opus 90 | 17 november 1979 |
| 11  | Brahms        | Symfonie nr. 2, opus 73              | 29 november 1975 |
|     | Sibelius      | Symfonie nr. 5, opus 82              | 21 november 1976 |
| 12  | Stravinsky    | Petroesjka                           | 8 februari 1973  |
|     | Borodin       | Symfonie nr. 2                       | 6 juni 1980      |
| 13  | Ravel         | Daphnis et Chloé                     | 30 november 1972 |
|     | Casella       | Paganiniana                          | 17 november 1979 |
| 14  | Ravel         | Rhapsodie Espagnole                  | 4 januari 1971   |
|     |               | La Valse                             | 30 november 1980 |
|     |               | Pianoconcert voor de linkerhand      | 1 maart 1979     |
|     |               | Tzigane                              | 17 juni 1978     |
|     | Gershwin      | An American in Paris                 | 17 juni 1978     |
| 15  | Sjostakovitsj | Symfonie nr. 6, opus 54              | 21 januari 1968  |
|     | Nielsen       | Symfonie nr. 5, opus 50              | 20 november 1980 |
| 16  | Prokofjev     | Symfonie nr. 3, opus 44              | 29 november 1975 |
|     | Sjostakovitsj | Symfonie nr. 9, opus 70              | 6 maart 1980     |